# Alicia Boole Stott
Alicia Boole Stott (Cork, Irlanda, 8 de junio de 1860-Highgate, Reino Unido, 17 de diciembre de 1940) fue una matemática conocida por sus aportes en la geometría en cuatro dimensiones y por su capacidad para visualizar secciones tridimensionales de poliedros de cuatro dimensiones. Fue la tercera hija del matemático George Boole (quien murió cuando ella solo contaba con cuatro años de edad) y de Mary Everest, maestra muy interesada en la enseñanza de las matemáticas y sobrina del topógrafo George Everest (que dio nombre a la montaña). Alicia, acuñó la palabra politopo (polytope) para un poliedro en dimensión arbitraria.

## Biografía
Debido a la corta de edad de Alicia cuando falleció su padre, es dudoso que este pudiera contribuir a su formación matemática en medida apreciable. Sí lo hizo su madre, quien dejó escrito que: La educación geométrica debe empezar en cuanto el niño pueda agarrar objetos. Que tenga, entre sus juguetes, los cinco sólidos regulares y un cono. Desde los 4 hasta los 12 años vivió en parte en Inglaterra con su abuela y en parte en Cork con su tío abuelo. A los 12 años se reunió definitivamente con su familia en Londres. Fue decisiva la influencia de Howard Hinton, quien era, como la madre de Alicia, un maestro muy interesado en las matemáticas (y que terminó casándose con la hermana mayor de Alicia). Además, había construido muchos cubos de cartón de distintos colores que, debidamente organizados en cuatro dimensiones formaban el hipercubo. Howard Hinton decía que era capaz de imaginar cuatro dimensiones y en sus visitas a la familia de Alicia Boole le insistía a esta en que tratase de imaginar la disposición de los cubos para formar el hipercubo. A los 18 años Alicia empezó a adelantar a su maestro.
Entre 1880 y 1890 Alicia Boole halló que en 4 dimensiones los politopos regulares son  seis (en tres dimensiones hay cinco), cuyas caras son, respectivamente, 5, 16 y 600 tetraedros, 8 cubos, 24 octaedros y 120 dodecaedros. Esto ya lo había demostrado el matemático suizo Ludwig Schlaefli en 1852, pero este resultado fue pasado por alto por la comunidad matemática hasta que lo redescubrió W. I. Stringham en 1880. Alicia Boole halló las secciones centrales de dichos politopos y construyó modelos de cartón de dichas secciones. Al menos tan notable como sus descubrimientos fue el hecho de que los hiciera sin saber geometría analítica. De hecho, en una carta a su sobrino Geoffrey Ingram Taylor (un físico notable en el campo de la mecánica de fluidos), y refiriéndose a un artículo matemático, admite: Intentaré esta segunda versión que me han escrito, pues no pude con la versión original. Pero soy tan negada para el trabajo analítico que supongo que no me va a ser mucho más fácil.
Después de trabajar como secretaria cerca de Liverpool en 1889, conoció a Walter Stott, actuario de una compañía de seguros, con quien se casó en 1890 (desde entonces adoptó el nombre Alicia Boole Stott) y con quien tuvo dos hijos. Durante algunos años, la familia vivió una situación económica apurada. Al parecer Walter Stott conocía el trabajo de Pieter Schoute de 1895 sobre las secciones centrales de los politopos regulares y puso a su mujer en contacto con este matemático holandés. En cualquier caso, Schoute viajó a Inglaterra y trabajó con Alicia Boole, convenciéndola de que publicara sus hallazgos, cosa que hizo en seis artículos publicados en Ámsterdam en 1900 y 1910. En 1910 fue la primera persona en hallar los 45 politopos semirregulares en cuatro dimensiones.
La Universidad de Groninga la honró invitándola a asistir al tricentanerio de su fundación (al que sin embargo no asistió, por motivos que se desconocen) y otorgándole un doctorado honoris causa en 1914.
Al parecer abandonó las matemáticas hasta que en 1930 le presentaron a Harold Coxeter con quien colaboró en la solución de varios problemas. Coxeter la recordó así: Su carácter firme y sencillo y la amplitud de sus intereses hacían de ella una amiga estimulante. Alicia Boole hizo aún otros dos descubrimientos importantes relacionados con la construcción de poliedros y la proporción áurea.

## Obra principal
- Boole Stott, A., On certain series of sections of the regular fourdimensional hypersolids. Verhandelingen der Koninklijke Akademie van Wetenschappen te Amsterdam, vol. 7 (1900), nr. 3, 1–21.
- Boole Stott, A., Geometrical deduction of semiregular from regular polytopes and space fillings. Verhandelingen der Koninklijke Akademie van Wetenschappen te Amsterdam, vol. 11 (1910), nr.1, 3–24.